# Szekenenré Ta-aa
Szekenenré Ta-aa az ókori egyiptomi XVII. dinasztia utolsó előtti fáraója. Uralkodása alatt zajlott az Egyiptom északi vidékét megszállva tartó hükszoszok kiűzésének első szakasza, mely utóda, Kamosze alatt folytatódott és a XVIII. dinasztiát megalapító I. Jahmesz alatt fejeződött be. Szekenenré a harcok során esett el.

## Származása, családja
Szenahtenré Jahmesz fáraó és a közrendű származású Tetiseri királyné fia volt. Testvérét, Ahhotepet tette meg nagy királyi hitvessé, tőle született több más gyermeke közt a későbbi I. Jahmesz fáraó. Még két felesége ismert, ők szintén a testvérei voltak, tőlük egy-egy lánya született (Ahmesz-Inhapitól Ahmesz-Henuttamehu, Szitdzsehutitól Ahmesz).
A leggyakoribb feltételezés szerint a fia volt közvetlen utódja, Kamosze, valójában azonban ennek a fáraónak származásáról semmit nem tudni, koporsóján nem látható a királyság jelképe, az ureuszkígyó. Elképzelhető az is, hogy Kamosze valójában Szekenenré öccse volt, és azért ő lépett trónra Jahmesz helyett, mert a nehéz háborús helyzetben nem volt célszerű gyermek fáraót ültetni a trónra.

## Uralkodása

### A hükszósz háború
Szekenenré feltehetőleg rokonságban állt a XVII. dinasztia több korábbi királyával. Egyiptomnak a második átmeneti korban történt megosztottsága idején, mikor Alsó-Egyiptomot az ázsiai eredetű hükszósz megszállók tartották uralmuk alatt, Szekenenré családja a Théba központú déli területeket kormányozta. A harc kezdetéről a XIX. dinasztia idejéből, a Sallier I. papiruszon maradt fenn egy elbeszélés, mely szerint a hükszósz Aauszerré Apepi arra panaszkodott Szekenenrének, hogy a thébai vízilovak ordítása nem hagyja aludni. Tekintve, hogy Apepi fővárosa, Avarisz több mint 700 kilométerre van Thébától, Apepi csak ürügyet keresett a háborúra. A papiruszon Szekenenré Théba fejedelmeként szerepel, királyként, akinek egész Egyiptom adót fizet, egyedül Apepit említik.
A háborúnak a Szekenenré és Kamosze alatt zajló szakaszáról kevesebb forrás maradt fenn, mint az I. Jahmesz alattiról. A legfontosabb bizonyíték arra, hogy nagy csaták zajlottak, magának a fáraónak a múmiája, melyből kitűnik, hogy Szekenenrét csatabárddal fejbe vágták, majd mikor már a földön feküdt, tőrrel nyakonszúrták.

### Építkezései
A háború mellett Szekenenrének kevés alkalma nyílt építkezni, a legjelentősebb általa emelt épületegyüttes, a Thébától 40 km-re északra, a mai Dejr el-Ballásznál épült település valószínűleg katonai megfigyelőpont volt, a nagy mennyiségben előkerült kermai eredetű tárgyak tanúsága szerint valószínűleg egy núbiai sereg állomásozott itt. A vályogtéglából emelt épületek közt volt egy hatalmas, fallal körülvett palota, valamint magánházak, egy textilműhely, munkások házai, karámok. Egy mára elpusztult épület alapját képező teraszhoz hatalmas lépcső vezetett fel. A palota falait emberek és fegyverek ábrázolásai díszítik.

## Múmiája

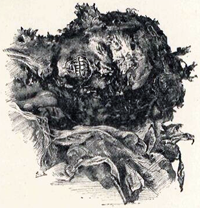
Szekenenré fejének rajza

Sietve bebalzsamozott múmiáját a Dejr el-Bahari-i rejtekhelyen (DB vagy TT320) találták meg 1881-ben több más királymúmiával együtt; ma az övé a legrégebbi fáraómúmia, melyet a kairói Egyiptomi Múzeum kiállít. A múmiát Gaston Maspero bontotta ki 1886. június 9-én. A múmiáról nem dönthető el pontosan, a csatatéren esett el, vagy cselszövés áldozata lett; az, hogy a tőrdöfés szögéből úgy tűnik, feküdt, amikor leszúrták, valamint hogy karján és kezén nem találtak sebeket, tehát annak ellenére, hogy erős testalkatú volt, nem védekezett a végső döfés ellen, azt mutatja, hogy nem volt képes védeni magát, helyt adott annak az elméletnek, mely szerint álmában támadtak rá, az azonban, hogy sietve balzsamozták be (még agyát sem távolították el), miután már teste bomlásnak indult, arra utal, harctéren eshetett el, és a fejét ért hatalmas ütés tette harcképtelenné, mielőtt leszúrták. Halálakor kb. negyvenéves lehetett.

## Titulatúra
A fáraók titulatúrájának magyarázatát és történetét lásd az Ötelemű titulatúra szócikkben.
| G5 |

| G5 |

| N28 · Aa13 | R19 | t · N24 |

| N28 · Aa13 | R19 | t · N24 |

| N28 · Aa13 | R19 | t · N24 |

| N28 · Aa13 | R19 | t · N24 |

| G5 |

| G5 |

| N28 · Aa13 | R19 | t · N24 |

| N28 · Aa13 | R19 | t · N24 |

| N28 · Aa13 | R19 | t · N24 |

| N28 · Aa13 | R19 | t · N24 |

| G16 |

| G16 |

|  |

| G16 |

| G16 |

|  |

| G8 |

| G8 |

|  |

| G8 |

| G8 |

|  |

| M23 | L2 |

| M23 | L2 |

| N5 | O34 · N29 | N35 · N35 |

| N5 | O34 · N29 | N35 · N35 |

| N5 | O34 · N29 | N35 · N35 |

| N5 | O34 · N29 | N35 · N35 |

| N5 | O34 · N29 | N35 · N35 |

| N5 | O34 · N29 | N35 · N35 |

| N5 | O34 · N29 | N35 · N35 |

| N5 | O34 · N29 | N35 · N35 |

| M23 | L2 |

| M23 | L2 |

| N5 | O34 · N29 | N35 · N35 |

| N5 | O34 · N29 | N35 · N35 |

| N5 | O34 · N29 | N35 · N35 |

| N5 | O34 · N29 | N35 · N35 |

| N5 | O34 · N29 | N35 · N35 |

| N5 | O34 · N29 | N35 · N35 |

| N5 | O34 · N29 | N35 · N35 |

| N5 | O34 · N29 | N35 · N35 |

| G39 | N5 | \| \| |
|     |    |       |

|  |

| G39 | N5 | \| \| |
|     |    |       |

|  |

| t · X4 | O29 · D36 · Y1 |

| t · X4 | O29 · D36 · Y1 |

| t · X4 | O29 · D36 · Y1 |

| t · X4 | O29 · D36 · Y1 |

| t · X4 | O29 · D36 · Y1 |

| t · X4 | O29 · D36 · Y1 |

| t · X4 | O29 · D36 · Y1 |

| t · X4 | O29 · D36 · Y1 |

| G39 | N5 | \| \| |
|     |    |       |

|  |

| G39 | N5 | \| \| |
|     |    |       |

|  |

| t · X4 | O29 · D36 · Y1 |

| t · X4 | O29 · D36 · Y1 |

| t · X4 | O29 · D36 · Y1 |

| t · X4 | O29 · D36 · Y1 |

| t · X4 | O29 · D36 · Y1 |

| t · X4 | O29 · D36 · Y1 |

| t · X4 | O29 · D36 · Y1 |

| t · X4 | O29 · D36 · Y1 |